# Юссеф Харес Абдулрахманович
Юссеф Харес Абдулрахманович - громадський діяч, політик, бізнесмен, меценат, екс-радник президента Ющенка. Племінник колишнього віце-прем'єра Сирії.

## Біографія
Народився 16.11.1964 року у м. Латакія (Республіка Сирія), громадянин України з 1997 року (оформлений вид на постійне місце проживання з 1990 року). Закінчив Київський державний економічний університет (колишній Київський інститут народного господарства) за спеціальністю „економічна інформатика та автоматизовані системи управління”. Кандидат економічних наук. Захистив кандидатську дисертацію на тему: „Сірійсько-українські економічні відносини на сучасному етапі: особливості та перспективи розвитку”. 
По закінченню вузу Х.Юссеф у 1994 році заснував компанію “Харес Груп Холдинг Г.м.б.Х.” (адреса українського представництва: м.Київ, вул. Старонаводницька, 17/2, сфера діяльності – соціально–економічна, будівництво, нерухомість та експорт металопродукції), головою правління якої є на даний час. 
У 2002 році нагороджений орденом «За заслуги» ІІІ ступеню на знак подяки за вдалу реалізацію низки схем з реалізації металобрухту.

## Громадсько-політична діяльність
З 2003 року - Голова Правління Товариства українсько-сирійської дружби, Голова Ради з міжнародної діяльності Всеукраїнської громадської організації “Загальновоїнська Спілка України”, та президент Громадського інформаційно-аналітичного центру "Україна-Арабський світ", утвореного 29 листопада 2003 року за його сприяння, як президента Міжнародної корпорації "HARES group”. Компанія займається торгівлею металом, здобиччю нафти й газу, нерухомістю. У 2003 р. за визначний внесок у зміцнення дружніх відносин, культурного обміну між Україною та Арабським світом і видатну гуманітарну й благодійну діяльність — Орденом Святого Станіслава IV ступеня з врученням йому Офіцерського Хреста.
У 2004 р. організував лікування В. Ющенка після "діоксинового скандалу", запросивши до Відня власного лікаря, швейцарського професора Жана Сора .
З квітня до жовтня 2005 року Харес виконував обов’язки позаштатного радника Президента України з питань іноземних інвестицій. В цьому ж році був звільнений із займаної посади у зв’язку із реструктуризацією в Секретаріаті Президента та ліквідацією (скороченням) служби радників. 
У 2005 році брав активну участь у Всесвітньому економічному форумі в м. Давосі, організувавши перебування на ньому української делегації на чолі з Президентом В.Ющенком. 
9 жовтня 2007 року призначений Радником Президента України з питань Близького Сходу (поза штатом). 
Обійману посаду залишив 11 березня 2010 року указом Януковича через скорочення штату.
Харес також є одним з функціонерів міжнародної благодійної програми ЮНЕСКО, в фонд якої він вніс 500 тис. доларів США ще у 2005 році, а нині займається відбудовою на Володимирській вулиці у м.Києві власного арт–центру, наповнення якого здійснює з колекцій старовинних витворів мистецтва, зібраних своєю родиною в Сирії, а також по всьому світу.
Побудував готельний комплекс та ряд супутніх закладів у м. Козин (Київська область), де вже контролює понад 120 га, також володіє ресторанним комплексом “Ельф” (м.Київ).

## Особисте Життя
Був одружений з киянкою Світланою Лазоренко, батько сімох дітей.